# Pablo Tusset
Pablo Tusset és el pseudònim de David Homedes Cameo (Barcelona, 1965), un escriptor català en castellà, informàtic de professió.
El 2001 va publicar la novel·la Lo mejor que le puede pasar a un cruasán, ambientada a Barcelona, traduïda a deu llengües (entre elles alemany, anglès, català, francès, grec, italià, portuguès), i portada al cinema el 2003 per Paco Mir. Amb aquesta novel·la va guanyar el premi Tigre Juan.
El 2006 va publicar la novel·la, En el nombre del cerdo, ambientada entre Nova York i Catalunya.
El febrer de 2009 va publicar la novel·la Sakamura, Corrales y los muertos rientes, ambientada a la Costa Brava, Madrid, i Andorra.
L'estil de Tusset es caracteritza per la barreja de lèxic lleuger i temes profunds, un constrast que porta a l'humor, i que dona un retrat cínic de la societat contemporània. Alguns dels temes tractats són la psicoanàlisi, la filosofia, l'esoterisme, la doctrina zen, el terrorisme, la política lingüística, etc.

## Obres
- El millor que li pot passar a un croissant ISBN 978-84-664-0380-1 (Lo mejor que le puede pasar a un cruasán, 2001).
- En el nom del porc ISBN 978-84-664-0767-0 (En el nombre del cerdo, 2006).
- Sakamura, Corrales y los muertos rientes, 2009 - no publicat en català.
- Sakamura y los turistas sin karma ISBN 9788423352432, 2017 - no publicat en català.